# 新桂系
新桂系，指相對於舊桂系，在1920年代崛起，以李宗仁、白崇禧等廣西出身者为代表之軍閥、中國國民黨內部派系。後因國共內戰，中國國民黨失利，新桂系也隨之瓦解。

## 創建
曾在護國軍第六軍林虎部任统领的李宗仁，在第二次粤桂战争后不愿随上司开赴广东，率部千余人进入广西六万大山發展。李宗仁主动联络其廣西陆军小学堂同窗黃紹竑、白崇禧效力。1922年5月，自立旗号为「廣西自治軍第二路總司令」。李宗仁部控制玉林、容县等7县市，在整合其盟友後军力增至3000余人。此后，李宗仁一度在名義上接受陆荣廷改編，改稱“廣西陸軍第五獨立旅”。期间他开办了玉林干部教练所、士官教导大队训练军官、军士长及上等兵，这些措施为后来的新桂系軍隊的战斗力奠定了基础。不久，李宗仁聯軍發展到六千余人。
1923年6月，白崇禧在广州拜訪孙中山，在孙支持下，黃紹竑以「廣西討賊軍總指揮」的名義攻克桂东重镇梧州。新桂系在政治上正式與舊桂系脫鉤，開始在廣西壯大。同年10月，「李、黃、白」加入改组中的中国国民党，其部隊改名為「廣西定桂讨贼联軍」。1924年初，孙委任李为广西省绥靖督办，黃为绥靖会办，白为军参谋长。

## 崛起
1924年5月23日，李发表“统一广西宣言”，開始逐步武力統一廣西。李、黄、白采用“合纵连横”之策略，首先一鼓荡平陆云高部；其后趁陆荣廷与沈鸿英发生激战，與沈鴻英南北夹击陆荣廷，同年秋擊潰陸榮廷部，攻占省会南宁；隨即与沈鴻英決战，至1925年4月消滅其勢力，统一广西。舊桂系至此被消滅。
在新桂系与沈鸿英决战期间，孙中山於北京病危逝世。隨後滇系军阀唐继尧即联络广东军阀陈炯明、邓本殷、刘震寰等，准备东下入粤推翻广州国民党政府。李宗仁拒絕同唐繼堯合作，唐继尧遂派龙云、卢汉、唐继虞等率领7万滇军，分三路入桂。自1925年2月至7月，历经昆仑关、柳州、沙埔、南宁诸役，新桂系终将三路滇军击溃。7月22日，各路滇军残部全部溃退回滇。由名将蔡锷一手训练、装备精良之滇军系统自此失勢。
新桂系统一广西后效忠广州国民政府。1925年10月，国民政府二次东征陈炯明之际，熊克武、邓本殷、林俊廷、申葆藩等见广州空虚，遂乘机叛变，组织3万余叛军围攻广州，国民政府遂檄调李宗仁部出师解围，新桂系部队幾乎全軍出動，激战至12月7日，终将各路叛军消灭。同时蒋中正东征亦告大捷，陈炯明部完全覆灭。两广完全统一于国民政府之下。1926年3月，桂军改编为国民革命军第七军，李宗仁任军长，黃紹竑任党代表，白崇禧任参谋长，全军4万余人。当时国民政府下辖七个军，除第七军外，其他六军之党代表均由中国共产党党员担任。不過，新桂系也派李宗义、王公度、韦永成、谢苍生等人赴莫斯科中山大学学习。
新桂系拒绝中国国民党广西省党部由党中央主建，令广州国民政府被迫同意由李宗仁、黃紹竑担任省党部正、副主任委员；但作为妥协，新桂系亦接受国民政府派遣共产党员梁六度、周锡桓、陈立亚等人担任省党部常务委员（后在四一二事件清党期间，此三人被处决）。中国共产党党员黄日葵则出任第七军政治部主任，马迈耶夫出任俄国军事顾问。北伐开始后，此二人在李宗仁、黃紹竑打压下无法正常工作，先后返回广州。

## 北伐战争

### 作戰
1926年5月初，李宗仁派钟祖培旅北上支援受北洋军阀吴佩孚攻击的湖南军阀唐生智，由此打响北伐第一枪，直接促成了北伐的进行。6月，北伐全面開始，李宗仁率第七军2万余人作为主力部队北上，二号人物黃紹竑留守广西，三号人物白崇禧被蒋中正破格提拔为北伐军代理参谋总长兼东路军前敌总指挥。经过衡阳、汨罗江、汀泗桥、贺胜桥诸战役后，北伐军主力国民革命军第四军、第七军、国民革命军第八军击溃直系吴佩孚的二十万军队，围困武昌。9月，第七军奉命进入江西战场。经过箬溪、德安、王家铺、九仙岭四场血战，击破孙传芳的主力部队10余万人，为国民政府控制江西奠定了基础，获得蒋中正明令褒奖。
1927年2月下旬，第七军转战江南，3月攻下安庆、芜湖，孙传芳之安徽省长陈调元率所部2万余人投诚；同时，白崇禧指挥以第一军为主的东路军攻占浙江、上海，至3月23日程潜第6军占领南京，整个长江流域已为国民政府所有。鉴于第七军的战功，第七军被民间和官方宣传称为“钢七军”。

### 清党事件
1927年1月底，苏联遣鲍罗廷在武汉游说李宗仁，希望其取代蒋中正继任国民革命军总司令，遭李拒绝，双方并就当下激烈的工农运动产生争执。李宗仁返回南京后，全力支持蒋中正反俄清共。4月12日，新桂系联合蒋中正发动清党。李宗仁率领第七军在南京警戒可能左倾之军队，在采石矶将意图暴动之程潜、林祖涵国民革命军第六军包围缴械，并在第一军刘峙第2师逮捕共产党员。白崇禧则在上海直接指挥清共，黄绍竑、李济深同时在广西、广东清党，处决大批中国共产党分子、中国国民党内部左翼人士。7月15日，汪精卫亦开始分共，中国共产党至此在中国转入地下活动。1927年12月起，在新桂系统治湖北期间，剿共尤其残酷。
9月初，在南昌暴动失利的中共军队向广东撤退。国民政府立即命黄绍竑率国民革命军第十五军入赣、粤两省剿共，连战皆胜。9月底，第十五军在广东潮汕地区击破共军主力，10月初共军瓦解，残部约800人，由朱德、陈毅带领窜往湖南。
中国共产党认为，新桂系应对四一二政变负主要责任，所以长期对新桂系作为一股军阀势力进行批判。

### 繼續北伐
在冯玉祥调停下，南京、武汉皆同意分路繼續北伐。李宗仁任国民革命军第三路军总指挥。5月11日，第七军占领巢县，13日于柘皋大破直鲁军。15日晚第七軍在合肥梁园擊破直鲁军宿将马济率精锐4万余人并1千余名白俄骑兵。20日又攻克凤阳，22日，占领重镇蚌埠，6月2日，克复徐州。第七军第一师师长夏威升任第七军代军长。6月23日，第七军进攻山东，25日占领峄县，27日在临城全歼直鲁军精锐马玉仁师。
7月初，武汉军在许昌、郑州迭破张学良奉军后，突然自前线全部掉头南下；7月中，唐生智、张发奎两部30万大军在鄂东集结，欲东征南京，打倒蒋中正。李宗仁立即率第七军自山东前线兼程南下，驻防芜湖、安庆一线。第七军撤离后，直系孙传芳，直鲁系许琨、徐源泉等组成联军向徐州反扑，北伐军大败，徐州失守。至8月5日，蒋中正率败军退回江南，江北除个别据点皆被孙传芳军占领。李宗仁得悉友军徐州惨败后，遂放弃安庆，第七军全军向芜湖、南京收缩，汉方唐生智军遂进占安庆，集结东下。

## 问鼎中原

### 蒋中正下野
8月，新桂系成功聯合何應欽逼迫蒋介石下野，达成南京与武汉兩国民政府的統一，史称“宁汉合流”。蒋中正下野后，李宗仁立即将第七军第二师、第三师分别扩编为国民革命军第十九军、第十三军，原二师师长胡宗铎任第十九军军长，第十三军军长则由白崇禧自兼，将第七军广西留守部队整编为国民革命军第十五军，黄绍竑亲任军长。中央陆军军官学校（即黄埔军校）校长亦由白崇禧担任，直到蒋复出。8月底，为打击蒋中正的势力，桂系人物张定璠被任为上海市市长。隨后第七军又在龍潭戰役中击败来犯的孙传芳部队。龙潭之战导致孙传芳的军队损失殆尽，孙传芳从此淡出中国政坛。

### 宁汉战争
9月，新桂系与唐生智为争夺政治权力，爆发宁汉战争。唐生智被击败，其部队被新桂系改编。其中，叶琪、廖磊、李品仙三人日后成为新桂系核心人物。新桂系势力从广西扩展到两湖，并且由于与粤系首领李济深的联合，使得新桂系势力还进入广东。
期间，李宗仁将原驻武汉三镇之唐军改编为国民革命军第十八军，由原第十九军第1师师长陶钧任军长。而胡宗铎、陶钧两人均为湖北人，皆毕业于保定陆军军官学校，分任19、18两军军长后，清一色使用鄂籍保定官校背景之干部，在新桂系中形成鄂系军事团体。

### 广州事变與驅汪
1927年11月16日，张发奎在汪兆铭指示下於广州发动政变，企图刺杀黄绍竑，黄侥幸逃脱。12月，張發奎部与第七军第十五军展开血战，張部將領许志锐战死，黄镇球重伤，余部由薛岳、缪培南、朱晖日率领逃往江西，张发奎、黄琪翔下野流亡海外。战后，第十五军第二师师长黄旭初升任代军长，并新编王应榆独立师长期驻防粤北，直至蒋桂战争结束。新桂系在军事上消灭唐、张两部后，发动强大政治攻势，要求凡是在“四一二清党”期间，反对南京国民政府，态度同情共产党的国民党党员皆须要检讨自咎，并不得担任党内领导职务，矛头直指汪精卫。李宗仁在党务大会上直称汪精卫卖党卖国，是党贼国贼；白崇禧更是宣称要逮捕处决汪精卫。汪兆铭一系终被新桂系打倒，于12月15日总辞职，汪本人流亡赴法。
新桂系不到半年时间，便将蒋中正、孙传芳、汪兆铭、唐生智、张发奎及共产党等各路力量一一逐出中国政治中心，问鼎南京国民政府。新桂系主导国民政府期间，在军事上以自身系统为重心，并联合何应钦、程潜；在政治上平反西山会议派，恢复其党籍及党内领导地位。然忽略了党工、财政金融两项，未将陈果夫、陈立夫兄弟，宋子文、孔祥熙等人予以更换，使得中央党部、中央银行、财政部等要害部门仍控制在蒋中正手中，成为蒋日后复出的重要基础。

### 挫折與二次北伐
1928年初，蒋中正趁广州事变及“桂系排汪”造成的影响，得以复出。1月9日，蒋中正正式在南京复职国民革命军总司令。白崇禧第十三军被迫撤出南京，调驻武汉。新桂系的发展受到挫折。
4月初，李宗仁被国民政府任命为国民革命军第四集团军总司令兼武汉政治分会主席，白崇禧任副总司令。第四集团军主要由新桂系嫡系部队和改编的原唐生智部队所组成，共辖16个军又6个独立师，有兵力20余万，辖区为两广、两湖。4月10日，蒋中正指揮四大集团军发动二次北伐，进攻以奉系张作霖为首的北方各军阀。第四集团军以白崇禧为前敌总指挥，率领第13军及唐生智改编部队参加二次北伐。至5月30日，白崇禧部解阎锡山之围后，率先进抵北京南郊。6月4日，张作霖遭日本关东军炸死于皇姑屯。张作霖之子张学良宣布东北易帜，国民政府形式上统一全中国。而新桂系则随着“二次北伐”扩展至平津和河北地区。6月14日，《大公报》社论：广西军队打到北京，乃中国历史上破天荒之事。此时，新桂系达到发展巅峰。
1928年10月，第七军按照国民政府指定整编为国民革命军第十五师，夏威任师长，辖四旅：第4旅旅长李明瑞，第5旅旅长李朝芳，第6旅旅长尹承纲，第7旅旅长杨腾辉。同月，李宗仁拨款改建了国立武汉大学。

## 中原大戰

### 兩次蒋桂战争
1929年，蒋介石与新桂系间因争夺地盘而爆发了蒋桂战争。蒋介石利用唐生智對舊部的影响力将河北的新桂系部队瓦解，白崇禧只身逃离。在湖北，蒋介石利用新桂系内部矛盾，成功促成原新桂系人物李明瑞，俞作柏倒戈。最后蒋介石发动各方政治势力和大小军阀围攻广西，新桂系被击败。李宗仁、白崇禧等逃往国外，新桂系部队损失惨重。
蒋介石随后任命俞作柏、李明瑞主政广西，但二人政治面貌为左翼亲共，还在广西引入邓小平、陈豪人等共产党人进行活动。蒋介石随即于1929年10月将二人的部队击败。俞作柏避居香港，邓小平到上海汇报，而李明瑞则和陈豪人、张云逸、俞作豫等人潜伏下来，并趁机發動了百色起义和龙州起义，建立了左右江根据地。李宗仁、白崇禧等人趁乱返回广西，并且掌握了一部分武装。蒋介石又命粤军进攻广西，但新桂系联络张发奎、薛岳部抢先进攻广东，桂张攻粤之战爆发。双方互有勝負，遂形成对峙局面。

### 參加中原大戰
1930年5月，新桂系北上参加中原大战。初期新桂系自桂林北上后势如破竹，但最後軍事不利而潰敗。最後新桂系、冯玉祥、阎锡山三大派别在中原大战中都被蒋介石击败。雖然中原大戰的失败并未动摇新桂系在广西的统治。但是二号人物黄绍竑是年底脱离了新桂系，在不出卖新桂系团体以及取得李宗仁，白崇禧的谅解之下，赴蒋介石的中央任職。新桂系“李白黄”三人体系瓦解。不過黄绍竑并没有积极地为蒋介石工作。
在新桂系部队北上失利的同时，卢汉率领3师滇军趁虚入桂，于7月中包围南宁。1930年9月桂军发动反攻，10月10日解南宁之围，战至11月初，卢汉部溃不成军，残部逃回云南。为表彰第15军韦云淞师以2000多人坚守南宁孤城3个月，弹尽粮绝仍死守待援的勇气，李宗仁宣布每年10月10日为“旌忠节”以为纪念。
为使团体内部不再出现叛变投敌的事例，李宗仁于1930年9月1日成立中国国民党革命同志会，以严密组织，其中最要害的部门是“组织训练委员会”，实际为特务情报机构，由王公度任主任。

## 治理廣西

### 剿共
1930年3月，李宗仁命第15军梁朝矶师进剿中共左江根据地，18日，梁师克复龙州；月底，在凭祥、靖西、宁明击破红八军主力，红八军军长俞作豫、政治部主任何世昌率残部数百人进入十万大山。
将滇军驱逐出省后，新桂系立即开始全力剿共。1930年10月在邕宁俘获俞作豫、何世昌并押往南宁处决。11月，新桂系进剿中共右江根据地，擊敗红军。次年1月，紅七軍總指揮李明瑞、政委鄧小平鉴于在广西无法立足，遂决定韦拔群率红21师留下打游击，主力则离开广西转往江西中央苏区。1932年10月17日，第七军在东兰西山全歼红二十一师，击毙韦拔群。1934年湘江战役中，廖磊第7军、夏威第15军重创彭德怀红三军团红5师（原红7军）；全歼红军少共国际师；重创红五军团，其中红34师被全歼；几全歼红八军团，仅周昆、罗荣桓等个别人得以脱逃。
新桂系在剿共作战中，既不允许红军入境，亦不允许蒋中正的中央军入境。新桂系還积极鎮壓广西境内的少数民族起事，在金秀瑶变中，捕杀大批瑶族民众；同时对左右江地区支持中共的壮族和苗族民众扫荡。

### 东方斯巴达
1932年4月，南京国民政府委任李宗仁为廣西綏靖主任，白崇禧任副主任，黄旭初为广西省政府主席，是为“后李白黄”体制。到1949年底，黄旭初实际主政广西19年，最卓越之成就是开办广西大学，并在广西实现了“高小全民义务教育”。自1932年至1936年，新桂系经营广西，完善民团制度，消除了广西境内的匪患，新桂系一改数千年来中国官府对于盗匪“剿抚并重”的政策，只剿不抚。民团保甲制度使广西治安大幅好转，亦能最大幅度的征集后备兵员支持军队作战。
新桂系的治理，使得广西从边远落后省份逐渐現代化，其主要政策有“三自”和“三寓”政策，时称“东方斯巴达”，亦获誉三民主义模范省。广西的政治、经济、科技、工业、教育、文化、卫生、交通、航运等各方面得到长足的发展，截至抗战爆发，新开公路24000多公里，成人受教育人数由不到3万人增至近100万人。在全面抗戰爆发之前，新桂系在广西创设了10间兵工厂；进口德国步枪6万支；成立广西航空军事学校，并附大型飞机配件厂，到抗戰爆發前有各式英日战机60架。抗战期间，广西空军将士全部殉国。

### 两广事变
1936年6月，新桂系联合粤系陈济棠，发动了两广事变。中國國民黨第五屆二中全會決議撤銷西南執行部與政委會，並改任兩廣軍事長官:33。因部下余汉谋等被蒋介石收买倒戈，陈济棠因而对前途失望而出走香港。後蒋介石调动部队欲进攻广西，新桂系则动员20万兵力准备应战。同时，蔡廷锴将其十九路军闽变失败的余部送入广西，由区寿年、翁照垣率领，后李宗仁将其整编为国民革命军第四十八军（原第十五军）176师，区任师长。后在全国人民强烈呼吁停止内斗，以及各方政治势力的斡旋下，9月中旬，新桂系与蒋介石达成协议：桂系拥戴蒋中正为全国领袖；在全面抗战开始之时在国民政府领导下出兵抗日；蒋介石允诺不动摇新桂系在广西之统治地位。两广事变得以和平解决。
1937年2月，广西桂军接受中央统一番号，原使用的国民革命军第4集团军番号取消，改为国民革命军第五路军，总兵力约5万人：
- 总司令：李宗仁
- 副总司令：白崇禧
- 总参谋长：李品仙
- 第七军，原使用该军番号的陕军冯钦哉由于西安事变爆发时投蒋改为第二十七路军，桂军重新获得该军番号。军长廖磊。辖第170、171、172师
- 第四十八军，军长夏威，辖第173、174、175师
- 直辖第176师：新编19路军改编，师长区寿年
- 广西地方部队

## 參加抗日战争

### 前期
1937年卢沟桥事变爆发。8月2日，蒋中正任命白崇禧为参谋次长，28日，国民政府任命李宗仁为第五战区司令长官。新桂系部队立即编成国民革命军第十一集团军（总司令李品仙上将）、第二十一集团军（总司令廖磊上将）北上抗战，第十六集团军（总司令夏威上将）则留驻广西。是次广西征兵10万人，报名人数逾百万，需要抽签决定。10月10日10时10分，李宗仁在完成抗日动员誓师工作后，飞往南京参加抗战。
由於出省作戰的部隊已竭盡原先新桂系的常備部隊，為了補充缺額，國民政府在廣西陸續成立國民革命軍第三十一軍、國民革命軍第八十四軍、國民革命軍第四十六軍等單位。
1937年10月，蒋中正命廖磊全军赶赴上海参加淞滬會戰。此役，第21集团军因首次与现代化日军进行立体作战，损失严重，其主力部隊第7、第48军少将以上高级将领夏国璋、庞汉祯、秦霖等三人阵亡、另重伤两人，基层官兵伤亡过半。11月12日，第21集团军退出上海，四十八軍（军长韦云淞中将）撤至常熟，第七軍（军长周祖晃中将）则在浙江省吴兴、长兴阻击日军第六师团，26日，因日軍突破江陰要塞防區，防禦日軍西進南京的浙江防線崩潰，第21集团军乃奉命退往浙西。随后，新桂系部队在苏北参加了淮河战役。

### 中期
徐州会战后结束后，桂系部队主力撤到大别山。从1939年春季开始，安徽境内桂系部队的同意蒋中正的方针，與當地共黨部隊相互傾軋。
昆仑关战役时,白崇禧以桂林行营主任担任全局指挥。傳聞为了保存桂系实力；李宗仁尽量使用非桂系部队作战：夏威的十六集团军只担任助攻任务；在武鸣和追钦路西侧打些“风流仗”；致使会战失败。
皖南事变中,根据蒋介石国民党的部署,白崇禧指示新桂系,将二十一集团军四十八军的郑荣 176 师主力,布防于长江北岸的无为一带,任务是“阻止”新四军北渡长江,并肃清江北的新四军游击队,配合顾祝同、上官云相作南北夹击北上的皖南新四军之态。
1943年3月14日，重慶國民政府江苏省政府主席韩德勤率第八十九军、保安第三纵队、独立第六旅等部偷渡运河；進占中共淮北根据地中心区唐莫圩、山子头等地；計畫接应皖北国军王仲廉部东进；合歼新四军第四师于洪泽湖畔。新四军第四师师长彭雪枫率领主力部队迎战韩德勤部隊。经两天战斗,歼灭韩部的领导机关及重建的保安第三纵队和独立第六旅,俘韩德勤以下 1000 余人。

### 后期
1944年的豫湘桂會戰中，由于新桂系内部保存实力的战略思想；加之广西空虚；未能对日军的入侵做出有效反击。仅在桂平等地与日军爆發激烈战斗。在后期的桂柳會戰中，桂系守軍聯手廣西民團；与日军发生了激烈的战斗。日军使用了毒气。而在桂林七星岩，八百壯士擊斃多名來犯日軍；最終全員殉國。桂林被攻占后；几乎全城被毁坏。相较起衡阳城下的长期僵持；桂林城则迅速沦陷；只经过10日的战斗日军便成功占领桂林；同日进据柳州。桂柳會戰以日軍擊敗新桂系國軍告終。

## 抗戰後與國共內戰前期
重庆谈判期间，在华中的李品仙部队曾与共产党李先念部发生大规模激烈战斗。1945年8月底，李宗仁被任命为国民政府主席北平行辕主任，名义上统帅冀、鲁、察、绥、热、平、津、青五省三市。10月3日，国民政府恢复白崇禧陆军一级上将军阶；1946年1月7日，出任陆军总司令；同年5月15日，白被任命为第一任中華民國国防部部長。
1946年，新桂系軍隊動員，參加第二次國共內戰。由於華中野戰軍主力在被絆長江北濱地區，部署在安徽的第七軍及第四十八軍迅速打通蚌埠至徐州段的津浦線，在8月初國民革命軍第七軍172師於泗縣以一師之力抵擋九倍解放軍的逆襲後，8月底第七軍向東反攻，十日後攻陷宿遷，接着聲北擊南，三日內攻陷泗陽，之後以本身兩萬多人的兵力，北路使山東野戰軍的南下增援的五萬精銳於漁溝裹足不前並潰敗，掩護第七十四軍攻陷淮陰。到年尾，第七軍又隨第七十四軍聲南擊西，鏟平解放軍在蘇中最後一個基地──漣水。
1947年，新桂系進一步動員原駐守後方的第四十六軍，北上參加山東戰役。但經過兩淮諸戰後的華東野戰軍異常強狡。千里迢迢北上，編在北路的第四十六軍率先在萊蕪之役全軍覆沒，第七軍在攻陷沂水後又增援失敗，導致第七十四軍於孟良崮戰役全滅。當第二野戰軍乘國民黨大部分兵力集中在山東而南下大別山時，新桂系軍隊便撤離山東，隨新任九江指揮部指揮白崇禧南下，成功阻止解放軍第三次在大別山地區建立解放區，劉伯承在苦戰半年後撤回豫西。而新桂系之後便轉移到更富庶的湖北地區發展。
中国人民解放军第二野战军部队进行“千里跃进大别山” 战略进攻后，国民政府调集中央军与滇军、新桂系、粤军等部队与解放军进行多次战斗。由于解放军避开战斗力较强的中央军和新桂系部队，不停的打击战斗力较弱的粤军、滇军，使得国民政府对大别山地区的进攻多次失利。随着解放军势力的不断增强和华东，中原战场上国民革命军的逐渐失势，新桂系部队逐渐退出安徽省。
1947年11月，蒋中正决定于次年3月召开行宪国大，并选举中华民国总统、副总统。李宗仁在压力下坚持参选中华民国副总统，在桂系眾人的幫助下，1948年4月29日以1,438票：1,295票击败蒋中正所支持的孙科，当选副总统。
1948年6月1日，蒋中正任命何应钦为国防部长，白崇禧被蒋调任华中剿总司令长官。白不肯就职，后在蒋同意华中剿总不受国防部、参谋本部节制，直接对总统负责的条件后，方于6月16日赴武汉就职。此舉使桂系控制近30万部队，新桂系势力再次膨胀。

## 末路

### 李宗仁任代總統
1948年底，三大战役之后蒋介石的中央军系受到严重打击，国民政府最具战斗力的部队便是白崇禧华中剿总。桂系趁机逼蒋下野，欲以李宗仁為代總統與共產黨談判，進一步欲逼蔣出國。因形式緊迫，李宗仁最终态度软化，于1949年1月21日接任中华民国代总统，与共產黨进行和谈。

### 和談及破裂
李宗仁任代總統後，在江防计划上李、蒋之间依然南辕北辙，李宗仁计划以南京为重心，向上下游展开；蔣介石的安排则以上海为防御重心。此外2月4日，行政院長孫科擅自將行政院迁至廣州，李宗仁力压，最終孫科被迫於3月9日辭職，12日由何應欽接任行政院长，然何應欽在李代总统、“平民”蒋介石间无法自处而辞职，由阎锡山接任。另蔣介石命令将中央银行所有黄金、白银、美钞外汇運往台湾，使得李宗仁政权虽取得南京、上海工商业界的支持，但试图稳定货币之努力仍告失败；李多次令台湾省主席陈诚将国库金银运回大陆终无果。而美国政府坚持要在台湾的金融资产运回大陆后，才可提供先前承諾的经济援助，李宗仁屢次請求美國援助均未果。
1949年4月1日，李宗仁派張治中、黄绍竑等六人談判團赴北平，與共产党談判。中共许以李宗仁未来中央政府副主席头衔，桂系军队可保留30万人且3年内不改编，广西省2年内不实施土改；对于白崇禧如果愿意任职地方，可担任中南军区司令员，如果想任职中央，则保证其地位不低于林彪。条件是李宗仁必须取消南京的国民黨政府，未来中央政府必须在北平，解放军一定要渡江，但可在2年内不进入桂系军队驻扎的地區；首批43名战犯中的某些人一定要逮捕。最终国共谈判未成，中国人民解放军发起渡江战役，国民黨政府的长江防线崩溃。

### 李白揚鑣
解放軍渡江後，李宗仁飛赴桂林，决心在广西自行重组政府；与蒋中正主導之國民黨中央彻底决裂。然而实现这个计划的基础；便是白崇禧手上的七个兵团，五十万大军。但白崇禧不願再度分裂；與李產生分歧。4月29日，白崇禧飞离武汉前往桂林；欲勸說李宗仁。飞机临近桂林时突降暴雨；白只得改飞广州。当晚蒋中正在黄埔军校旧址晤白崇禧；说服白与自己合作。白崇禧自此未再見李宗仁；李白二人走向殊途。

### 軍事反擊與失敗
由于白崇禧的指挥得当，在湖北、湖南，解放军都无法捕捉新桂系部队的主力进行决战。先前国军将领陈明仁率軍隊投降共产党，但在新桂系部队的攻击和收编下，陈明仁的軍隊损失近五万多人。随后，在湘南青树坪，解放军第四野战军一个师因冒进，遭到新桂系三个主力军的围攻，损失3,000多人；是為青樹坪戰役。
10月1日，中共建政。2日，林彪抓住战机发动衡宝战役，以13个师、17万人的兵力将桂系精锐第7军171、172师及军部直属部队，第48军138师、176师包围，激战至11日，仅第7军军长李本一率172师1个团，及138师师长英彦率该师大部逃出。这四个师是三大战役后国军最后的菁英，尤其是第七军两个师的消滅严重打击剩餘国军的士气。此战消灭新桂系主力部队第七军和其他部队约五万人。白崇禧指挥新桂系部队退入广西。随后第四野战军以长距离迂回追击作战，展開廣西戰役，联合第二野战军，第一野战军在雷州半岛，贵州等地对新桂系部队进行大包围。 最后攻入广西，将新桂系十余万部队消灭。
李宗仁在衡宝战役后，对时局彻底失望，加之蒋介石复出，于是避居美国；白崇禧则前往台湾，願意服從蔣中正領導之中華民國政府；黄绍竑参加中国国民党革命委员会，并参加中共召开的政协；黄旭初则前往香港，接受中華民國政府的任职，组织国共两党之外的“第三势力”进行活动，但并无成效。新桂系军阀至此最终失败并消亡。
解放軍攻佔廣西全境後；约有五万新桂系部队退入东南亚越缅泰边境，在韩战爆发后转运台湾，这些部队渐被播迁台湾的中华民国政府直接控制，失去了「新桂系」的性質。

## 主要人物
陆军一级上将：李宗仁、白崇禧
陆军二级上将：黄绍竑 、黄旭初、叶琪、胡宗铎、陶钧、夏威、廖磊、李品仙、刘士毅、韦云淞
中將或少將：夏國璋、鍾毅 †、周元 †、钟祖培、杨腾辉、賀維珍、蘇祖馨、黎行恕、张淦、陈济恒 †、阚维雍 †、陳雄、吕焕炎、伍廷飏、王公度、覃連芳、顏僧武、李本一（被俘） 、莫德宏、張文鴻、徐启明、谭何易、钟纪、張湘澤、程思远、张光玮、凌壓西、馮璜、周祖晃、海競强、潘宜之、韦永成、张定璠、张义纯、莫树杰、梁重熙、曾志沂

### 特殊人物
俞作柏、俞作豫、李明瑞、刘斐 

### 引用
1. ↑  .   [2010-10-12]. （原始内容存档于2010-06-20）.
2. ↑  陳雷等編著. . 台北: 傳記文學出版社. 1978-06-01.
3. ↑  上海市新四军历史研究会二师淮南研究分会. . 上海文艺出版社. 2005. ISBN 7-5321-2840-7.
4. ↑  李新, 孫思白. . 1978.
5. ↑  . 中国人民大学书报资料中心. 1999.

### 书籍
- 李宗仁口述，唐德刚撰写，1988年2月第1版，《李宗仁回忆录》。广西：广西人民出版社。
- 刘志超等著，1998年3月第1版，《民国军阀史》。辽宁：辽宁大学出版社。
- 西南军阀史研究会 编，1982年8月第1版，《西南军阀史研究丛刊》，第一辑。四川人民出版社。
- 西南军阀史研究会 编，1983年6月第1版，《西南军阀史研究丛刊》，第二辑。贵州人民出版社。
- 荣维木 著，2008年3月第1版，《李宗仁大传》。北京：团结出版社。
- 魏碧海 著，2002年第2版，《第四野战军征战纪实》，解放军文艺出版社。
- 国防大学战史室，1990年2月第1版，《中国人民解放军第二野战军战史》，第二卷：解放战争时期。解放军出版社。
- 军事历史研究部编 著，1996年10月第1版，《中国人民解放军全国解放战争史》，军事科学出版社。
- 莫济杰、陈福霖[美] 著，1991年8月第1版，《新桂系史》，第一卷。广西人民出版社。